# 信天翁島
信天翁島（英語：Diomedea Island），是南極洲的島嶼，位於南設得蘭群島的喬治王島，處於菲爾德斯半島的阿德利灣，在1979年由英國南極名稱諮詢委員會命名，現時由南極條約體系管理。